# Ерман де Ґефф'єр д'Еструа
Ерман де Ґефф'єр д'Еструа (18 травня 1895 — 20 жовтня 1960) — бельгійський вершник.
Срібний призер Олімпійських Ігор 1920 року в командному конкурі.